# Conwentzia psociformis
Conwentzia psociformis is een insect uit de familie van de dwerggaasvliegen (Coniopterygidae), die tot de orde netvleugeligen (Neuroptera) behoort. 
De wetenschappelijke naam Conwentzia psociformis is voor het eerst geldig gepubliceerd door Curtis in 1834.

## Afbeeldingen

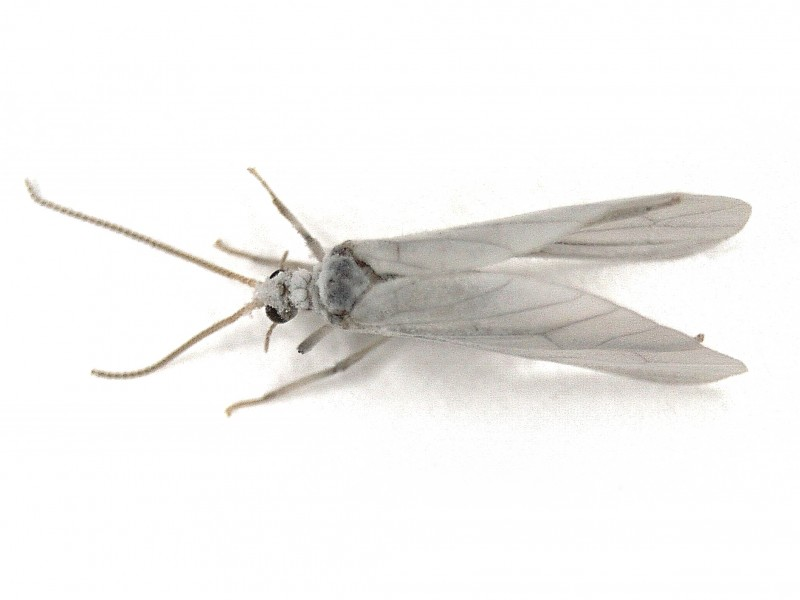
bovenkant
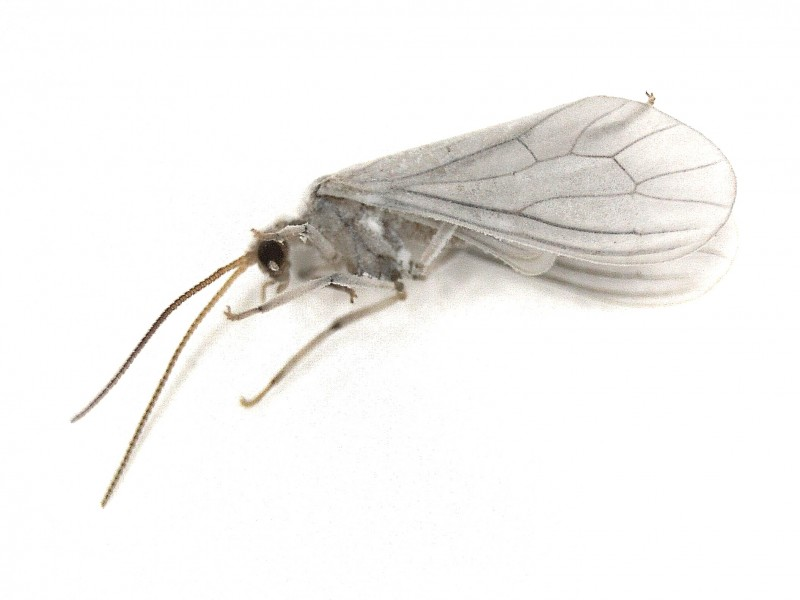
zijkant
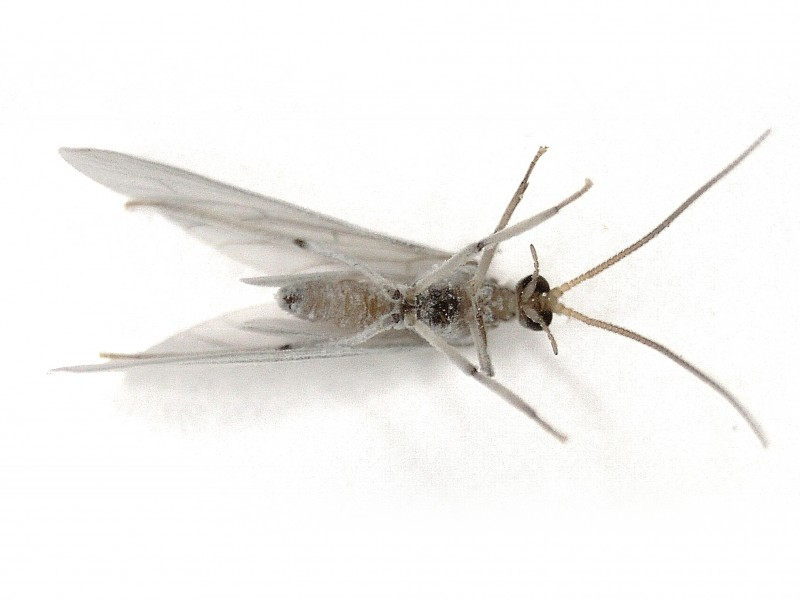
onderkant
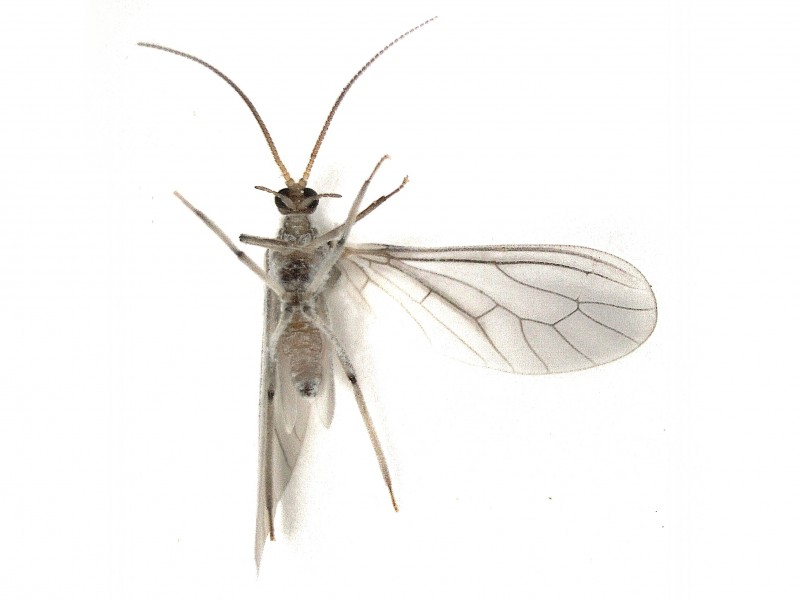
vleugel